# Maltezer kruis

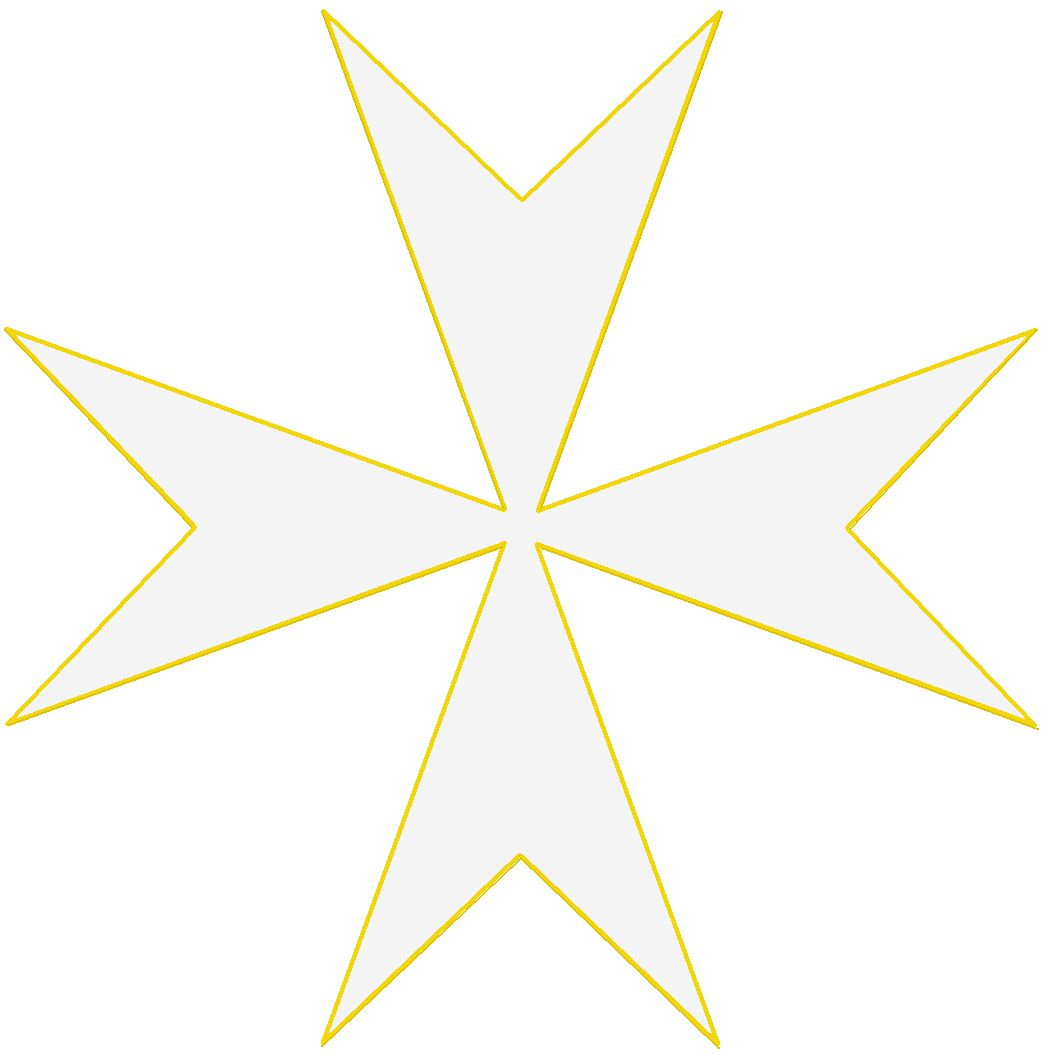
Het kruis van de Johanniters

Het achtpuntige Kruis van Malta of Maltezer kruis heeft vier armen, zeer smal op het snijpunt en breed op de uiteinden, die uitlopen in twee punten. Het is afgeleid van het christelijke kruissymbool. De acht punten symboliseren de acht zaligmakingen.
In de elfde eeuw werd het Maltezer kruis voor het eerst gebruikt door de kruisridders die behoorden tot de Soevereine Militaire Orde van Sint Jan van Jeruzalem en Malta. Deze orde werd ook wel Johannieterorde, Orde van Malta of Maltezer orde genoemd. Het is een rooms-katholieke ridderorde. In deze Orde en de protestantse Johanniter Orde in Nederland is dit kruis nog steeds het ridderkruis en het herkenningsteken van deze ridderorden.
Ook honderden andere ridderorden en onderscheidingen gebruiken deze vorm, met kleine afwijkingen of in andere kleuren, als ridderkruis. Het Maltezer Kruis komt onder andere voor in het Hugenotenkruis, de 1 en 2 euromunten van Malta, de vlag van Ermelo, het gemeentewapen van Montfoort, en de vlag van Queensland. Het wordt ook veel gebruikt in beeldmerken.